# 늑대소녀와 흑왕자
《늑대 소녀와 흑왕자》(オオカミ少女と黒王子, Wolf Girl and Black Prince)는 하타 아큐코가 쓴 일본의 소녀 만화 시리즈이다. 2013년 드라마 CD로 각색되었다.

## 미디어

### 만화
1. 2011년 10월 25일 (ISBN 978-4-08-846715-3)
2. 2012년 1월 25일 (ISBN 978-4-08-846742-9)
3. 2012년 4월 25일 (ISBN 978-4-08-846768-9)
4. 2012년 8월 24일 (ISBN 978-4-08-846819-8)
5. 2012년 12월 25일 (ISBN 978-4-08-846870-9)
6. 2013년 5월 25일 (ISBN 978-4-08-845046-9)
7. 2013년 9월 25일 (ISBN 978-4-08-845101-5)
8. 2013년 12월 25일 (ISBN 978-4-08-845145-9)
9. 2014년 4월 11일 (ISBN 978-4-08-845190-9)
10. 2014년 9월 25일 (ISBN 978-4-08-845266-1)
11. 2014년 11월 25일 (ISBN 978-4-08-845301-9)
12. 2015년 4월 24일 (ISBN 978-4-08-845381-1)
13. 2015년 8월 25일 (ISBN 978-4-08-845431-3)
14. 2015년 11월 1일 (ISBN 978-4-08-845483-2)
15. 2016년 4월 25일 (ISBN 978-4-08-845540-2)
16. 2016년 5월 25일 (ISBN 978-4-08-845577-8)

### 영화
《늑대 소녀와 흑왕자》(オオカミ少女と黒王子, Wolf Girl and Black Prince)는 일본에서 제작된 히로키 류이치 감독의 2016년 코미디, 멜로/로맨스 영화이다. 니카이도 후미 등이 주연으로 출연하였다.

## 출연

### 주연
- 니카이도 후미
- 야마자키 켄토

### 조연
- 스즈키 노부유키
- 카도와키 무기
- 요코하마 류세이
- 타마시로 티나
- 다케다 레나